# یونی‌رک
یونی‌رَک (انگلیسی: Unirac) شرکت تأمین‌کنندهٔ زیرساخت انرژی خورشیدی در آمریکای شمالی است که ۳۰ درصد از بازار قفسه‌های خورشیدی آمریکای شمالی را در اختیار دارد.
مشتریان یونی‌رک عبارتند از پردیس گوگل، فرودگاه بین‌المللی مینتا سان خوزه، بی‌جیز هولسیل کلاب، یونیورسال استودیوز هالیوود، مرکز همایش اورنج کانتی و مرکز همایش سنت پل-مینیاپولیس. این شرکت محصولات خود را از طریق توزیع‌کنندگان در کالیفرنیا، نیومکزیکو، نیویورک، ورمونت، آریزونا، رود آیلند، و استرالیا و همچنین یونی‌رک کانادا، شرکت تابعهٔ خود، عرضه می‌کند.
یونی‌رک محصولات خود را در البوکرکی، نیومکزیکو طراحی و آزمایش می‌کند و آن‌ها را در ایالات متحده و انتاریو، کانادا تولید می‌کند. راه حل‌های یونی‌رک مطابق با معیارهای «خرید آمریکایی»، ای‌آرآرای و فیت (Feed-In Tariff) ادارهٔ برق انتاریو و میکروفیت هستند. بیش از ۹۰ درصد از زنجیرهٔ تأمین این شرکت مستقر در ایالات متحده است.